# ساهنگ
ساهنگ (به انگلیسی: Sahang) یک شهر در پاکستان است که در پنجاب واقع شده‌است.